# Comuna Pardina, Tulcea
Pardina este o comună în județul Tulcea, Dobrogea, România, formată numai din satul de reședință cu același nume.
Este așezată pe malul drept al brațului Chilia Veche pe o lungime de 6 km.
Populația este formată din ucrainieni și români (care au venit la muncile agricole și s-au stabilit aici). Are o suprafață agricolă de 30.600 ha. Populația se ocupă cu creșterea animalelor și cultura agricolă. Îndeletnicirea tradițională, pescuitul, este pe cale de dispariție pentru că bătrânii pescari au murit iar tinerii nu îmbrățișează această meserie. Comuna este de categoria a 3-a cu o populație sub 600 de persoane, singurele locuri de muncă fiind oferite de primărie și școală. Școala are clase simultane 1-3, 2-4 si 5-8, datorită numărului mic de copii.
Căile de acces spre localitate sunt cea navală și rutieră, distanța dintre Pardina și Tulcea fiind de 37 km.
Foarte firav dezvoltat este agro-turismul; există o societate cu acest profil, cu 24 de locuri ce oferă condiții normale pentru a petrece timpul liber.

## Clima
Sub raport climatic - climă continentală: veri călduroase; ierni geroase cu vânturi puternice; temperatura medie anuală 11 °C
cantitatea medie de precipitații 440mm/mp anual.

## Așezare
Comuna Pardina este situată pe o lungime de 12 km pe malul drept al Dunării, pe Brațul Chilia, între localitățile Chilia Veche și Lascăr Catargiu (actualmente Plaur) care administrativ aparține de comuna Ceatalchioi.

## Demografie
Componența etnică a comunei Pardina
     Români (69,33%)
     Ucraineni (22,29%)
     Alte etnii (0,61%)
     Necunoscută (7,77%)
Componența confesională a comunei Pardina
     Ortodocși (83,64%)
     Creștini de rit vechi (7,16%)
     Alte religii (0,41%)
     Necunoscută (8,79%)
Conform recensământului efectuat în 2021, populația comunei Pardina se ridică la 489 de locuitori, în scădere față de recensământul anterior din 2011, când fuseseră înregistrați 527 de locuitori. Majoritatea locuitorilor sunt români (69,33%), cu o minoritate de ucraineni (22,29%), iar pentru 7,77% nu se cunoaște apartenența etnică. Din punct de vedere confesional, majoritatea locuitorilor sunt ortodocși (83,64%), cu o minoritate de creștini de rit vechi (7,16%), iar pentru 8,79% nu se cunoaște apartenența confesională.

## Politică și administrație
Comuna Pardina este administrată de un primar și un consiliu local compus din 9 consilieri. Primarul, Dumitru Pocora[*], de la Partidul Social Democrat, este în funcție din 2016. Începând cu alegerile locale din 2024, consiliul local are următoarea componență pe partide politice:
|  | Partid                    | Consilieri | Componența Consiliului | Componența Consiliului | Componența Consiliului | Componența Consiliului | Componența Consiliului |
|  | ------------------------- | ---------- | ---------------------- | ---------------------- | ---------------------- | ---------------------- | ---------------------- |
|  | Partidul Social Democrat  | 5          |                        |                        |                        |                        |                        |
|  | Partidul Național Liberal | 2          |                        |                        |                        |                        |                        |
|  | Uniunea Salvați România   | 1          |                        |                        |                        |                        |                        |
|  | Forța Dreptei             | 1          |                        |                        |                        |                        |                        |

### Evoluție istorică
Locuitorii au emigrat din Ucraina (în sec.XIX) în Imperiul Otoman, mai exact în Delta Dunării, unde erau primiți de turci, cu scopul de a popula zona, pentru a-i folosi contra rușilor cu care se învecinau și de a le lua tributul lor pentru Poarta Otomană.
Părăsirea propriului teritoriu a fost cauzată de năvălirea repetată a unor moșieri polonezi numiți ,,Pani,, care îi jefuiau de avuțiile lor.
Profesia lor de bază era creșterea animalelor și pescuitul.

## Istoric
La început nu se cunoștea precis data înființării acestui sat, pentru că refugiații ucraineni s-au stabilit răzleț în această regiune.
Stăpânirea otomană a dat dispozițiuni ca aceste familii răzlețe să se concentreze și să formeze un grup mai mare de familii, adică sate pentru ca să-i poată domina și controla mai ușor.

### Proveniența numelui
Un bei turc al cărui nume nu se cunoaște, a venit în plimbare în Delta Dunării împreună cu soția sa. Poposind la umbra sălciilor puțin timp, soția beiului și-a uitat umbrela la o salcie. Dându-și seama de lipsa umbrelei, soția beiului a început să strige în limba turcă „partișa, partișa” adică umbrela, umbrela.
Această denumire în dialectul ucrainean înseamnă „Pardin”.
Populația auzind de această întâmplare a dat denumirea acelui punct unde poposise beiul de „Pardin” (denumirea ucraineană a umbrelei), iar satul s-a numit „Pardina”. Aceasta s-a petrecut în prima jumătate a secolului al XIX-lea.
Din punct de vedere spiritual, ei se bucurau de asistența religioasă de la conducerea bisericii din orașul Ismail.

### Construcția bisericii
Prin anul 1860 locuitorii satului Pardina care erau în majoritatea lor creștini s-au hotărât să-și construiască biserica lor proprie pe terenul obținut prin împroprietărire. În acest scop au cerut aprobarea stăpânirii otomane pe care au obținut-o și au început construirea bisericii cu hramul ,,Nașterea Maicii Domnului,,. În acel timp un turc ienicer, anume Kirim, după ce a terminat serviciul militar a rămas în comuna Pardina. El se ocupa cu creșterea vitelor și pescuitul, pentru că avea două gârle în baltă pe care le exploata. El a primit ordin de la administrația turcă să dea curs pentru construcția bisericii. Pe acea vreme locuitorii nu aveau mijloace de transportat materialul pentru construcția bisericii.
Atât de mare era stăruința acestui turc pentru construcția bisericii, încât a dat ordin cetățenilor să taie spițele de la roțile carului pentru a se putea încărca și descărca mai ușor butucii mari de stejar.
Aceasta este numai una din acțiunile acestui turc prin care sprijinea construcția bisericii.
Construcția bisericii începe prin anul 1860-1865 de către obștea satului. Biserica în formă de cruce este construită în întregime din lemn. Temelia este construită din butuci groși de stejar. Distanța de la pământ la dușumeaua bisericii a fost de cel puțin un metru. Bătrânii spun că cei mici se jucau sub dușumeaua bisericii.
Temelia bisericii este în pământ atât din cauza inundațiilor care au împotmolit terenul, cât și din cauza greutății bisericii afundându-se în mlaștină. Pereții sunt construiți numai din scânduri care acoperă scheletul. Așa că în interior și exterior, biserica este căptușită cu scândură. Are o turlă mare la mijloc acoperită cu tablă galvanizată.
În 1896 a fost construită tot din scânduri o marchiză la ieșirea din sfântul altar.
Maistrul bisericii nu este cunoscut, dar se bănuiește că a fost de origine rusă. Stilul arhitectonic este în întregime cu influență slavonă.
Catapeteasma este construită ca un perete din scânduri pe care sunt agățate diferite icoane răzlețe, o ușă împărătească și două uși diaconești.
Obiectele istorice mai vechi, datând din sec. XIX: cărți de cult slavone, Sf. Vasile, Sf.Epitaf, pictat și brodat cu fir alb, două cruci din metal alb și email, chivot, policandru, clopot din 1872 restaurat în 1907 și diferite icoane de pe catapeteasmă.
Biserica a fost distrusă de bombardamentele din cele două războaie și renovată în același stil tot de către obștea credincioșilor.
Turcul Kirim, care a ajutat la construcția bisericii, cunoștea bine limba slavonă și citea bolnavilor din cărțile slavone ale bisericii.
Primul preot slujitor la această biserică nu se cunoaște. Primul dascăl de limba slavonă, care învăța și copii a fost Iliev din orașul Tulcea care a funcționat 15 ani, adică între anii 1874-1925.
A urmat un preot al cărui nume se cunoaște: Tihon Josan originar din Pardina, din anul 1894, apoi preotul Nicolae Gălescu din comuna Poșta, Tulcea până în anul 1916. În 1918 a funcționat călugărul Ignat Polodeanu din Mănăstirea ,,Cetatea Ismail,,.
Între 1928-1930, monahul Neofit Obrocam de la Mănăstirea Cocoș Tulcea, apoi manahul Nifon Ianculescu tot de la Mănăstirea Cocoș Tulcea. Între timp au mai funcționat de scurtă durată diferiți preoți ale căror nume nu se mai cunosc.
Între 1954-1961, a funcționat ca suplinitor pensionarul Ieromonah Ilarion Avimov de la Mănăstirea Cocoș Tulcea. Din 1961 Parohia Pardina a fost afiliată la Parohia Ceatalchioi Tulcea care avea ca filială și satul Lascăr Catargiu (Plaur), fiind deservită de titularul de la Ceatalchioi, preotul Costui Patrichi, care a decedat în 1965, la vârsta de 58 ani. De la acea dată, Parohia Pardina a fost deservită de diferiți preoti din orașul Tulcea ocazional, iar gestiunea parohiei a fost încredințată preotului Nistor Nicolae titular la parohia Sf. Împărați Tulcea, după care Pr. Chirvase Ioan, Pr. Ispas Mircea, Pr. Cioranu. Din anul 1997 -2017 Pr. paroh Alistar Grigore și soția sa Alistar Constanța (dascăl și educator suplinitor la Școala Pardina). Pr. paroh Tronaru Mihai (2017-2019) si Pr. paroh Livescu Valentin (2019-prezent). 

## Obiceiuri și tradiții
În zilele noastre se mai practică în noaptea de Înviere aprinderea unui foc imens din roți de cauciuc, înlocuitor al lemnelor. În trecut, focul se aprindea chiar în curtea cimitirului, loc in care se gaseste si Biserica, însă din cauza incidentelor din trecut (aprinderea spontana a ierbii uscate sau a crucilor din lemn), locatia a fost strămutată în afara incintei. Incă din zorii zilei dinaintea Învierii Domnului (Sâmbătă dimineața), tinerii entuziasmați față de rolul pe care îl au în această zi, se adună în grupuri și încep să colecteze cauciucuri sau trunchiuri de arbori, pe care le depozitează pe platforma de pământ din spatele cimitirului. Aprinderea focului se face în apropierea miezului nopții și are semnificația de a transmite lumina sfântă și celor trecuți în neființă. În timpul slujbei religioase, la căldura și lumina focului, tinerii reuniți din colțurile lumii, deapănă amintirile copilăriei. Acesta este un bun prilej al revederii și al împăcării însoțit de un pahar cu vin roșu.
Colindele în secolul trecut, erau cântate în limba ucraineană, însă din cauza pierderii identității culturale, acestea au fost adaptate la vremurile noastre, respectiv preluate din manualele școlare. Se mai cunosc doar câteva dintre datinile stramosesti, care acum abia mai licaresc printre amintiri. Astfel că, potrivit spuselor vârstnicilor satului, în tinerețile lor de odinioară, se adunau cu mic cu mare, fete și băieți să vestească Nașterea Domnului. Ajunul Crăciunului, care era întotdeauna pe rit vechi, începea cu ornarea felinarului special construit pentru colindat. Acesta este de formă octogonală ale căror laturi sunt din sticlă iar scheletul prezintă o frumoasă dantelarie metalică. În centru, se află un dispozitiv ce permite introducerea unei lumânări groase. Acest felinar auriu era purtat de ceata de colindători în scopul de a ilumina cât mai bine drumul. Prevăzut cu un băț lung de aproape 3 metri, acesta era frumos împodobit cu ștergare, busuioc, flori nemuritoare sau crenguțe de brad.
,,Melanca,, colindul specific Anului Nou, înfățișa o femeie harnică cu o mătură în mână, rol interpretat adesea de un băiat. Cuvintele ucrainene și gesturile de primenire a casei aveau rolul de a ajuta și îndemna gazda credincioasă să sfârșească treburile casnice înaintea sarbatorilor. Astfel că Melanca mătura casa, aranja colturile fețelor de pernă, făcea patul sau aranja bucatele pe masă.
În Ajunul Crăciunului, atât pe rit nou cât și pe rit vechi, copiii dar și adulții merg cu "vecera" la bunici sau la nașii de botez sau de cununie după caz. Acest obicei încă se mai păstrează chiar dacă a mai suferit mici adaptări. După ce se încheie colindatul, se pregătește un colac sau pâine învelită într-un ștergar (prosop) alături de care se dăruiesc și obiecte vestimentare sau de altă natură. Ajunși la destinație, se rostește în limba ucraineană sau română cuvintele: "bună seara sfânta seară, m-a trimis mama și tata cu vecera" primind în schimb binecuvântarea și urările de bine pentru cei care i-au trimis. Sunt serviți apoi cu "cuchia" (grâu fiert într-un amestec lichid din miere, biscuiți, pesmet, coji de portocală și lămâi, nuci, esențe, mac, etc.) și "ozvar" (compot din fructe autohtone uscate la soare în timpul verii, uneori se adaugă și câteva boabe de orez). După ospăț la plecare ei primesc de asemenea un colac sau pâine, un prosop și câte ceva pentru fiecare membru din familie (ciorapi, batiste, săpunuri, etc). De regulă parinții duc vecera la nașii de cununie, iar copii la bunici și la nașii de botez.